# Caldera de electrodos
Una caldera de electrodos (tipo chorro) es un tipo de caldera que utiliza electricidad que fluye a través de corrientes de agua para crear vapor . Las propiedades conductoras y resistivas del agua se emplean para hacer pasar una corriente eléctrica.

## Principio técnico
El tipo más común de caldera de electrodos bombea agua desde la parte inferior del recipiente a un cabezal interno que tiene boquillas que permiten que el agua fluya hacia los electrodos. Generalmente la presión de trabajo se mantiene a 10 bar . Si se necesita más presión (más vapor), los controles aceleran la bomba para aumentar el flujo a través de boquillas adicionales. A medida que se alcanza la presión necesaria, la bomba controla el flujo de agua para obtener la producción de vapor deseada (en kg por hora) a la presión deseada. En sistemas más grandes, la bomba se puede controlar mediante un variador de frecuencia para no desperdiciar energía. Este sistema de control también puede controlar bombas y controles de desaireador.
La conductividad del agua y el voltaje aplicado determinan cuánto vapor se genera en cada corriente de agua.

## Ventajas
- Toda la energía eléctrica se convierte en calor.
- Una caldera de electrodos tiene un tiempo de respuesta muy rápido.
- Como no genera contaminación directamente, no se necesita ningún sistema de control de la contaminación.[1]
- En comparación con otras calderas, las calderas de electrodos experimentan poco estrés térmico.[2]
- Las calderas eléctricas tienen pocos componentes lo que facilita su control y mantenimiento.
- La caída de los niveles de agua inhibe el flujo de corriente y permite que la caldera se autorregula

## Desventajas
- Debido a que el agua sirve como conductor, el agua se vuelve viva en una porción significativa del voltaje de entrada. Esto crea un grave riesgo de descarga eléctrica cuando se utiliza, por ejemplo, para calentar agua para un baño o para preparar té.[3]
- La conductividad del agua aumenta con la temperatura, también con el aumento del contenido de sal, y se puede esperar que ambos alcancen su punto máximo en verano, por lo que el efecto de calentamiento es mayor cuando menos se necesita.

## Medidas de seguridad
Cuando se evapora en vapor, el agua desionizada o destilada deja pocos o ningún ion en la caldera, respectivamente. Por tanto, se reduce la formación de incrustaciones.